# جيه أكس تي جي القابضة
جيه أكس تي جي القابضة هي شركة النفط والمعادن اليابانية العملاقة ومقرها في طوكيو ، اليابان. في عام 2012 ، كانت الشركة متعددة الجنسيات تتألف من 24,691 موظفًا في جميع أنحاء العالم، واعتبارًا من مارس 2013 ، كانت جيه أكس القابضة هي ثالث أكبر أربعين شركة في العالم من حيث الإيرادات . منذ أبريل 2017 ، دمجت جيه أكس القابضة و تونن العامة وسيكيو كية كية أعمالهم في مجموعة جيه أكس تي جي القابضة .

## التأسيس
تأسست جيه أكس تي جي القابضة في 1 أبريل 2010 ، من خلال عملية نقل الأسهم المشتركة من قبل نيبون أويل و نيبون التعدين. في 1 تموز (يوليو) 2010 ، تم دمج وإعادة تنظيم جميع أعمال كل من شركات المجموعة بموجب جيه أكس القابضة ، مما أدى إلى تأسيس ثلاث شركات أعمال أساسية:
- جيه أكس تي جي نيبون أويل - تكرير البترول وتسويقه
- جيه أكس نيون للتنقيب عن النفط والغاز - استكشاف وإنتاج النفط والغاز الطبيعي
- جيه أكس تي جي نيبون للتعدين والمعادن - التعدين والمعادن